# Heteronychus curtulus
Heteronychus curtulus är en skalbaggsart som beskrevs av Leon Fairmaire 1887. Heteronychus curtulus ingår i släktet Heteronychus och familjen Dynastidae. Inga underarter finns listade i Catalogue of Life.